# Bistum Carpentras

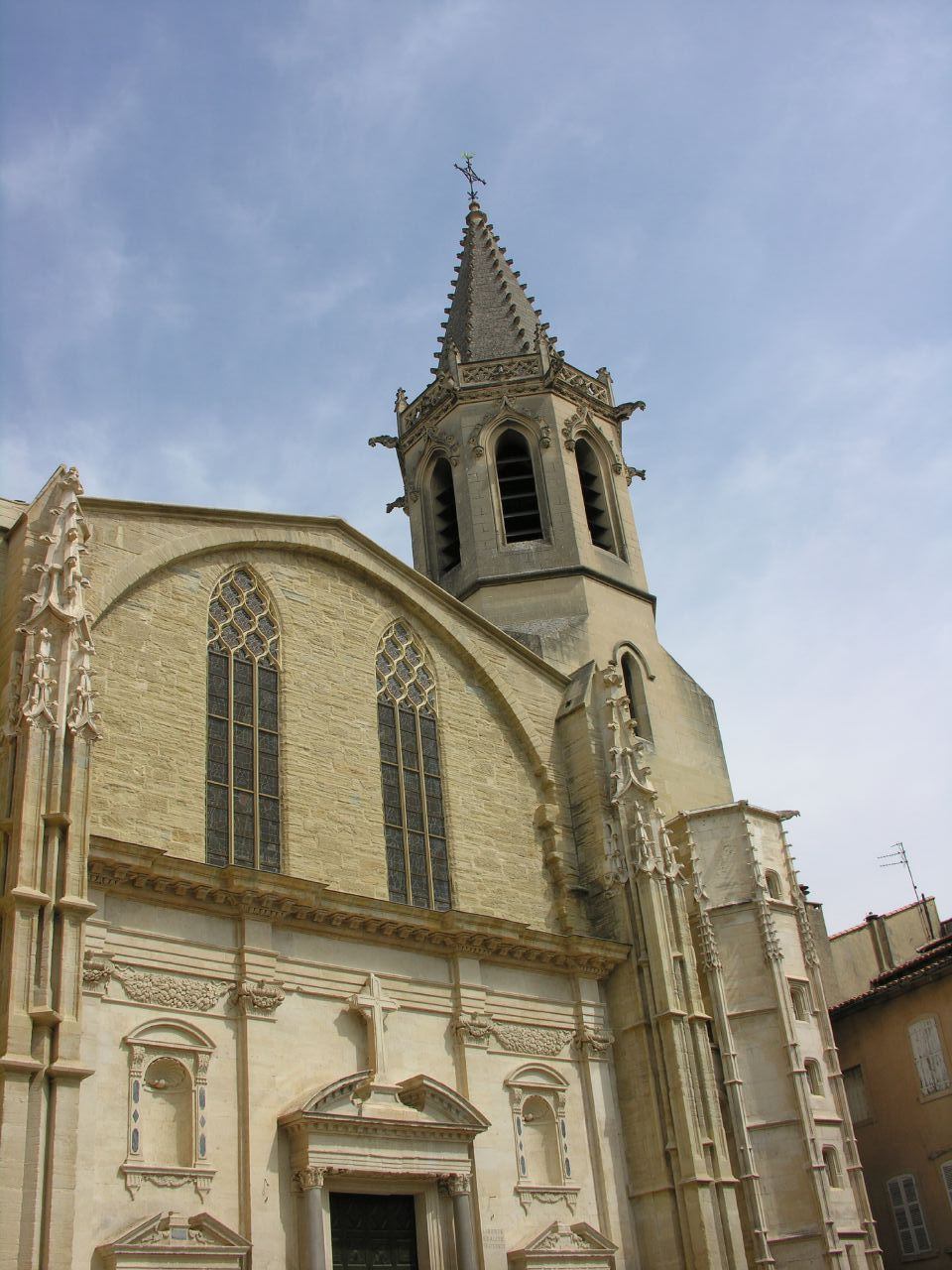
Kathedrale St-Siffrein zu Carpentras

Das Bistum Carpentras (lateinisch Dioecesis Carpentoractensis) ist ein ehemaliges römisch-katholisches Bistum in Südfrankreich.

## Geschichte
Das Bistum Carpentras ist seit dem Jahr 439 nachgewiesen. Damals nahm dessen Bischof Constantinus an einer Synode in Regium (Riez) teil. Ein weiterer bedeutender Bischof des 6. Jahrhunderts war der als heilig verehrte Sifredus.
Seit 1475 gehörte das Bistum Carpentras der Kirchenprovinz des Erzbistums Avignon an. Mit dem Konkordat von 1801 wurde das Bistum Carpentras aufgelöst und in das Erzbistum Avignon inkorporiert.
Im Jahr 2009 wurde die Diözese als Titularbistum Carpentras erneut eingerichtet und im Juni 2016 erstmals vergeben.